# Prvenstvo Anglije 1905
Prvenstvo Anglije 1905 v tenisu.

## Moški posamično
Lawrence Doherty :  Norman Brookes, 8-6, 6-2, 6-4

## Ženske posamično
May Godfray Sutton :  Dorothea Douglass, 6-3, 6-4

## Moške dvojice
Reginald Doherty /  Lawrence Doherty :  Sydney Smith /  Frank Riseley, 6–2, 6–4, 6–8, 6–3